# Andrej Grušin
Andrej Olegovič Grušin (rusky Андре́й Оле́гович Гру́шин, * 29. března 1988) je bývalý ruský fotbalový brankář, naposledy působící v thajském celku TTM Lopburi FC.